# Basil the Great Mouse Detective (videogioco)
Basil the Great Mouse Detective è un videogioco tratto dal film d'animazione Basil l'investigatopo, pubblicato nel tardo 1987 per gli home computer Amstrad CPC, Atari 8-bit, Commodore 64 e ZX Spectrum dalla Gremlin Graphics.
È un'avventura dinamica con esplorazione di scenari a piattaforme ambientati negli anfratti della Londra di fine '800.

## Trama
Come nel film, Basil è un topo investigatore, parodia di Sherlock Holmes, che vive nello scantinato di 221B Baker Street a Londra. Nel videogioco il suo amico dott. Dawson (Topson nel film in italiano) è stato rapito dal professor Rattigan, il boss criminale ratto. Basil deve affrontare i suoi scagnozzi e raccogliere indizi attraverso tre scenari: lo squallido quartiere portuale di Londra, le fognature e il covo di Rattigan.
Quando infine raggiunge e libera l'amico, l'epilogo mostra Rattigan in fuga su un dirigibile, inseguito da Basil e Topson in mongolfiera.

## Modalità di gioco
Il gioco si svolge in un ambiente a labirinto multischermo da esplorare. Le schermate sono a piattaforme con visuale bidimensionale di lato e sono collegate tra loro attraverso i bordi dello schermo o facendo infilare il protagonista in buche delle lettere o altri passaggi.
Basil può camminare o correre a destra e sinistra, salire eventuali scale verticali, e saltare.
Gli scenari sono pattugliati dagli scagnozzi di Rattigan, che sono prevalentemente topi o a volte altri animali umanizzati. Fanno movimenti ripetitivi restando sempre sulla stessa piattaforma, ma quando Basil si trova su quella piattaforma lo inseguono intenzionalmente. Quando Basil viene toccato dai nemici si riduce gradualmente la sua barra dell'energia, fino all'eventuale game over. È presente anche un limite di tempo, rappresentato da un orologio a lancette.
Negli scenari sono sparsi numerosi piccoli contenitori, come barattoli, casse, sacchi e bauli, che possono contenere un oggetto. Premendo la barra spaziatrice di fronte a un contenitore Basil lo esamina, mostrandone il contenuto dentro un'immagine di lente d'ingrandimento in basso a destra. Il giocatore può quindi scegliere se raccoglierlo e metterlo nel proprio inventario a icone, che ha capienza massima di cinque oggetti.
Il gioco è suddiviso in tre livelli, ciascuno composto da molte stanze, e l'obiettivo di ogni livello è raccogliere cinque indizi, ovvero oggetti di vario genere, nascosti nei contenitori. La posizione degli indizi è diversa a ogni partita. Ogni livello contiene cinque indizi utili e otto inutili. Quando tutto l'inventario è pieno di indizi se ne può esaminare la validità premendo "?"; il giocatore viene così informato di quanti sono validi, ma non di quali, pertanto è necessario andare per tentativi.
Quando si possiedono tutti i cinque indizi giusti bisogna recarsi all'uscita del livello.
Ciascuno dei cinque indizi può servire anche a ricevere un suggerimento, sempre premendo "?", sulla direzione in cui bisogna andare.
Oltre agli indizi, nei contenitori è possibile trovare formaggio, che ricarica l'energia di Basil, trappole per topi da usare come arma, oppure nulla.
Le trappole raccolte si possono piazzare a terra e se uno scagnozzo ci passa sopra viene immobilizzato e reso innocuo.

## Accoglienza
Le riviste di settore europee dell'epoca, di solito, giudicarono Basil the Great Mouse Detective in modo sufficiente o moderatamente positivo, con voti complessivi spesso equivalenti a 6-7 su 10.
Diverse riviste ritennero a prima vista il gioco rivolto soprattutto a utenti molto giovani, data la tematica da cartone Disney, tuttavia notavano anche che la sua difficoltà e complessità di scenari non erano per bambini piccoli.
Commodore User (voto 6) fece notare la presenza di bachi nel programma per Commodore 64. Uno dei bachi, riguardante Basil che può rimanere incastrato, venne notato anche da Page 6 relativamente alla versione Atari.